# Peltotrupes profundus
Peltotrupes profundus là một loài bọ cánh cứng thuộc họ Geotrupidae. Loài này được Howden miêu tả khoa học năm 1952.